# Posthumous Fragments of Margaret Nicholson
Unter dem Titel Posthumous Fragments of Margaret Nicholson publizierten 1810 Percy Bysshe Shelley und Thomas Jefferson Hogg eine Sammlung von Gedichten, die sie dem Nachlass der geistig verwirrten Attentäterin Margaret Nicholson unterschoben.
Das Werk bringt die antimonarchischen und gegen den Krieg gerichteten Auffassungen zum Ausdruck, die Shelley 1812 in  Queen Mab weiter entwickelte und in Ozymandias zusammenfasste. Könige seien „bloß Staub“, heißt es hier, und der „ereignisreiche letzte Tag“ werde „alle gleichmachen“:

„Kings are but dust---the last eventful day/Will level all and make them lose their sway;/Will dash the sceptre from the Monarch’s hand,/And from the warrior’s grasp wrest the ensanguin’d brand.“

Nach Donald H. Reiman und Neil Fraistat wurden 250 Exemplare der Sammlung gedruckt und verkauft. Erst 1877 kam es zu einer Neuauflage, als Privatdruck.